# جزیره‌های نخلی دبی

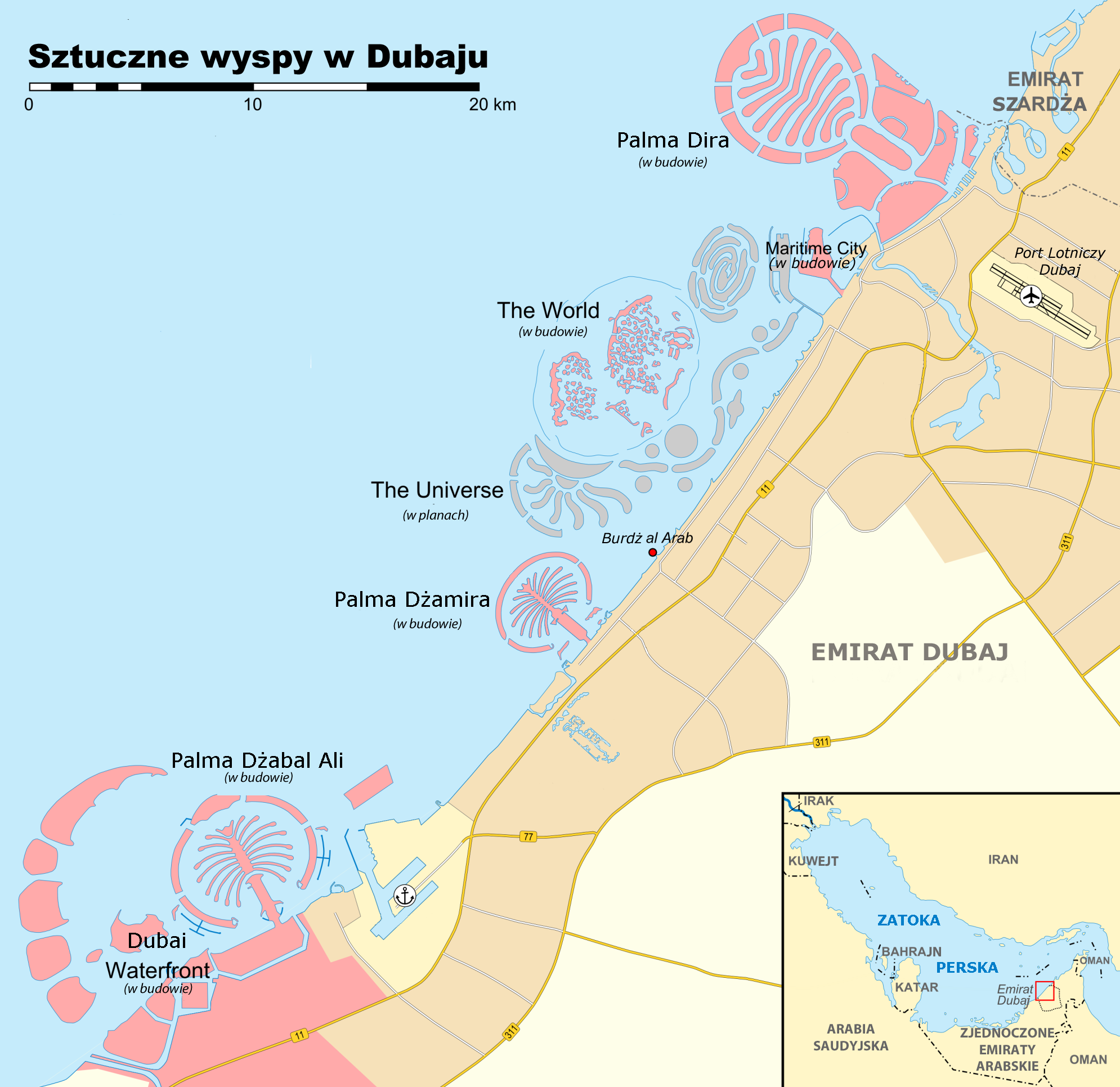
نقشهٔ بالا، طرح نهایی جزایر شیخ‌نشین دبی است. سه نخل دیره، جمیرا و جبل علی به ترتیب از بالا به پایین در نقشه قابل ملاحظه هستند. علاوه‌بر آن، مجمع‌الجزایر عالم، جهان و دبی واترفرونت نیز در بالا مشخص است.

جزیره‌های نخلی (به عربی: (به عربی: جزر النخيل)) (به انگلیسی: Palm Islands) سه مجمع‌الجزایر ساخت بشر است که در شهر دبی، امارات متحده عربی در آب‌های خلیج فارس قرار دارد. این سه جزیره که به شمایل یک درخت نخل هستند، نخل جمیرا، نخل دیره و نخل جبل علی نام دارند. کاربرد این جزایر مسکونی، سرگرمی و تجاری است. با تکمیل این پروژه، ۵۲۰ کیلومتر به خط ساحلی دبی اضافه خواهد شد و بیش از ۱۰۰ هتل لوکس، ۱۰٬۰۰۰ ویلای لوکس ساحلی، ۵٬۰۰۰ آپارتمان و همچنین ده‌ها پارک آبی، مارینا، رستوران، مرکز خرید، امکانات تفریحی و ورزشی، اسپا، سینما و مراکز ویژهٔ غواصی را به وجود می‌آورد.
ایجاد جزایر در سال ۲۰۰۱ آغاز شد و در حدود ۲۰۰۶/۲۰۰۷ به پایان رسید. این جزایر به‌طور قابل توجهی بر رسوبات اقیانوس‌ها و حیات وحش در منطقه اطراف تأثیر گذاشته‌اند.

## نخل جمیرا

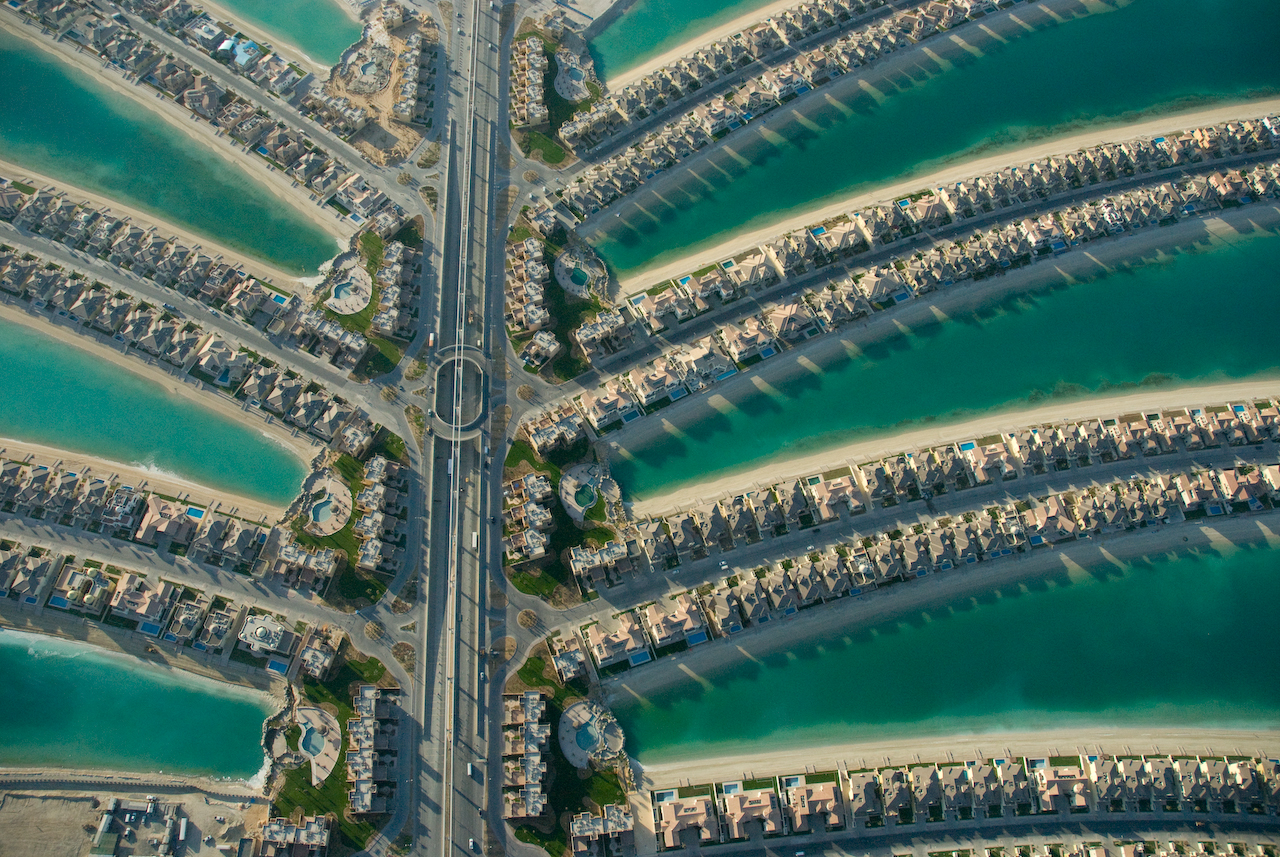
خانه‌های ویلایی در نخل جمیرا در تاریخ مارس ۲۰۰۸.

نخل جمیرا یکی از ۳ مجمع‌الجزایری است که در دبی ساخته شده‌است. نخل جبل علی در سمت چپ و مجمع‌الجزایر جهان و نخل دیره در سمت راست آن قرار دارند. نخل جمیرا دارای ۱۷ شاخهٔ عظیم است که توسط یک حصار ۱۲ کیلومتری حفاظت شده می‌باشد. ساخت این جزیره در سال ۲۰۰۱ آغاز شده و در سال ۲۰۰۸ به پایان رسید. مساحت این جزیره ۵ در ۵ کیلومتر است و دارای ۸۶۰ ویلای ساحلی است. مونوریل نخل جمیرا با طول ۵٫۴ کیلومتر و ظرفیت حمل ۲ تا ۳ هزار مسافر در روز در اواسط سال ۲۰۰۹ افتتاح شد. ابتدای این مونوریل به متروی دبی وصل است و انتهایش نیز به هتل آتلانتیس و پارک آبی آتلانتیس دبی (آکواونچر آتلانتیس) ختم می‌شود.

## نخل دیره

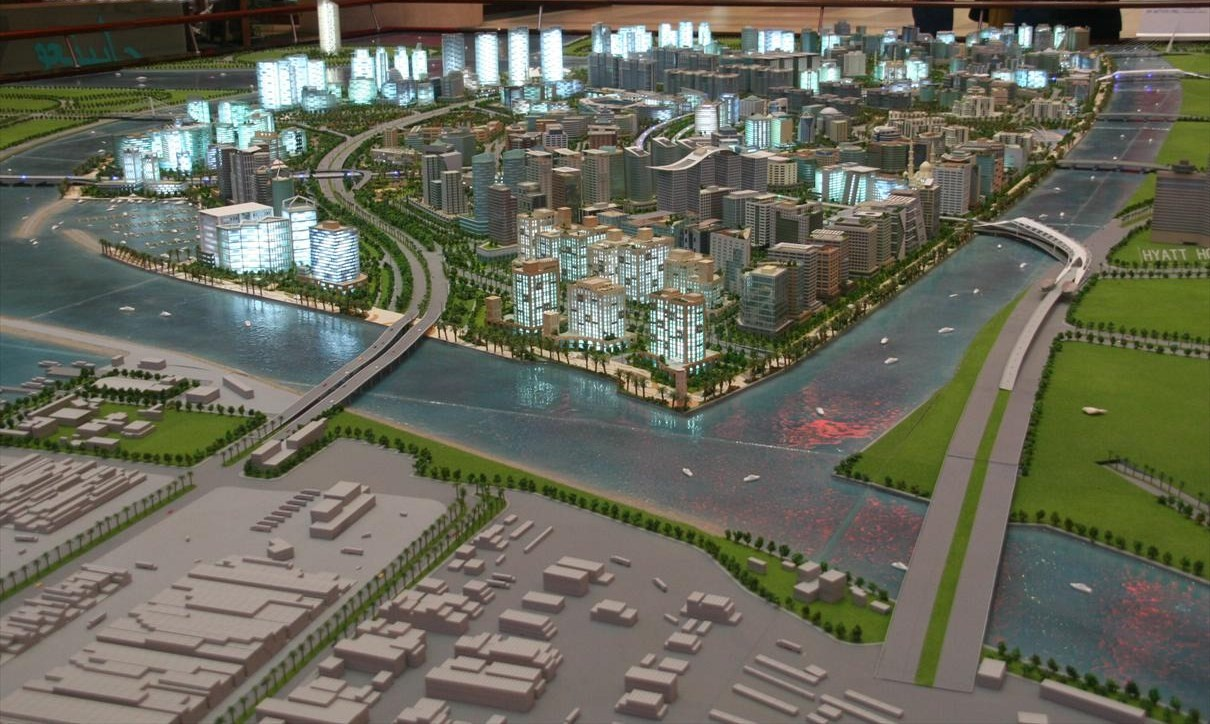
بخشی از ماکت نخل دیره.

نخل دِیره (به انگلیسی: Palm Deira) یکی از سه جزیرهٔ نخلی شهر دبی، امارات متحده عربی است. این نخل بزرگ‌ترین مجمع‌الجزایر از مجموعهٔ جزیره‌های نخلی دبی است و بیش از ۸٬۰۰۰ ویلای مسکونی و لوکس بر روی آن ساخته خواهد شد که هر کدام دسترسی خصوصی به ساحل خواهند داشت. ساخت نخل دیره از سال ۲۰۰۴ آغاز شد و برنامه‌ریزی شده بود که تا سال ۲۰۱۵ به اتمام برسد اما با وقوع بحران مالی ۲۰۰۸–۲۰۱۲ بحران‌های مالی گسترده در جهان که از سال ۲۰۰۸ آغاز شد و تا به امروز نیز ادامه دارد، کار بر این پروژه در سال ۲۰۰۸ به صورت موقت متوقف شد و همچنان نیز ادامه دارد.
این نخل که در ساحل منطقهٔ دیره قرار دارد، دارای ۴۱ شاخه می‌باشد و ۸ برابر نخل جمیرا و ۵ برابر نخل جبل علی است و در صورت تکمیل، ۱ میلیون نفر را در خود جای خواهد داد. نخل جمیرا، مجمع‌الجزایر جهان و نخل جبل علی، همگی در سمت چپ نخل دیره قرار دارند.
طول این جزیره ۱۴ و عرض آن ۸٬۵ کیلومتر است و ۸۰ کیلومتر مربع مساحت کل آن است.
نخل دیره در کورنیش دیره در بخشی از آب که دارای ۶ متر عمق می‌باشد ساخته می‌شود و تا عمق ۲۲ متری زیر خلیج فارس ادامه می‌یابد

## نخل جبل علی

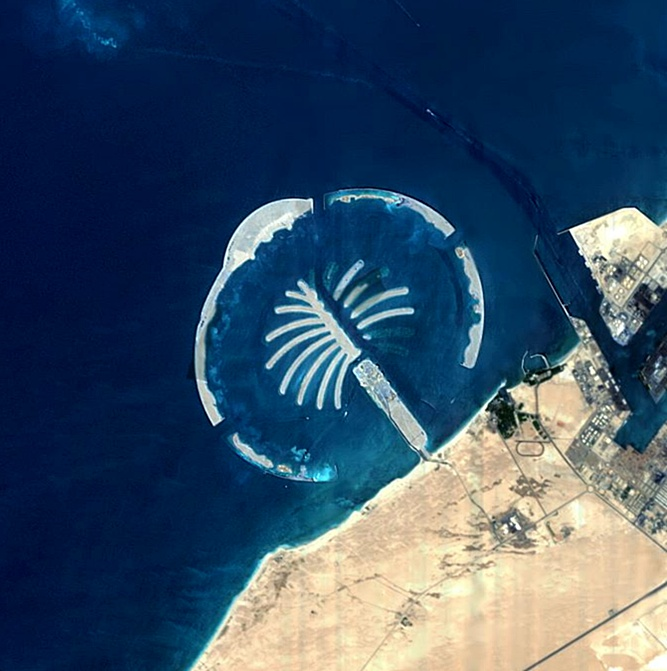
تصویری ماهواره‌ای از نخل جبل علی در سال ۲۰۰۵.

ساخت این جزیره در سال ۲۰۰۲ آغاز شد و برنامه‌ریزی شده بود تا در سال ۲۰۰۸ به پایان برسید اما هم‌اکنون به صورت موقت متوقف شده‌است. این جزیره ۵۰٪ از جمیرا بزرگ‌تر است و شامل ۶ مارینا (ساحل تفریحی)، یک پارک آبی، دهکده دریا و موج‌شکن‌ها می‌باشد. این جزیره دارای ۱۷ شاخه می‌باشد. نخل دیره، نخل جمیرا و مجمع‌الجزایر جهان، همگی در سمت راست و دبی واترفرونت در سمت چپ نخل جبل علی قرار دارند. نخل جبل علی در ساحل منطقهٔ آزاد جبل علی قرار دارد.
ویژگی منحصربه‌فرد این نخل این است که در بین شاخه‌های نخل و حصار دورش، بیتی از محمد بن راشد آل مکتوم، حاکم دبی قرار دارد که در رویش خانه‌های ویلایی ساخته خواهد شد.

## آسیب‌های زیست‌محیطی

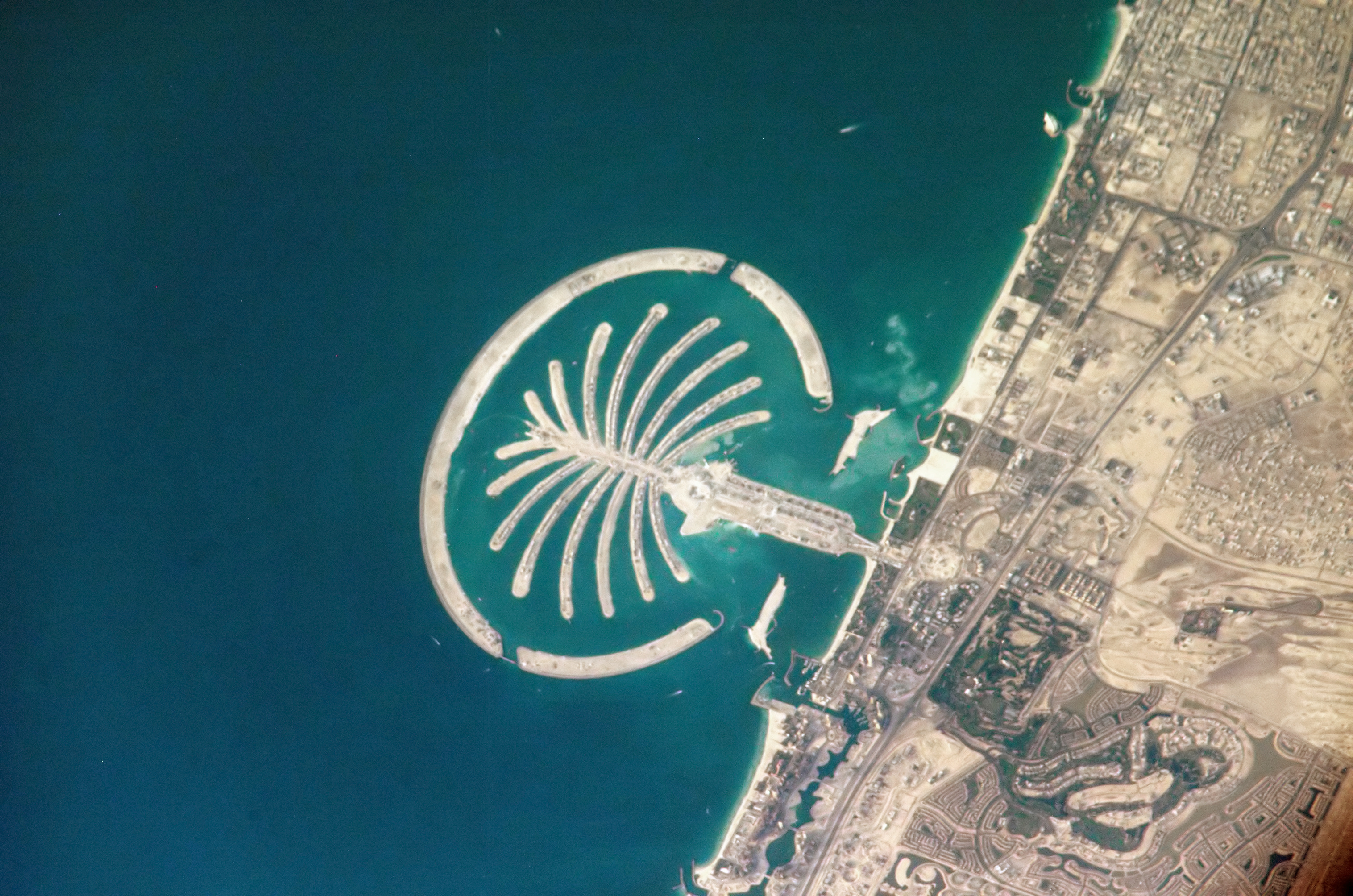
تصویر هوایی از جزایر نخلی دبی

گفته می‌شود ساخت جزایر نخلی دبی آثار واضح و مهمی بر محیط زیست خلیج فارس گذاشته‌است. فعالان زیست‌محیطی بر این باورند که چنین تغییرات بزرگی در یک اکوسیستم پایدار آثار مخرب قابل توجهی وارد و حیات وحش را تحت تأثیر قرار می‌دهد.
برای ساخت این جزایر حجم وسیعی از سنگ و خاک از ایران به بستر خلیج فارس به محل ساخت و ساز آورده می‌شود. این کار از طرفی باعث از بین رفتن حیات گیاهی موجود در محلهای خاک برداری می‌شود از طرف دیگر به دلیل گل آلود شدن وسیع آب باعث خفگی جانوران دریایی شده و تیرگی آب نوری را که به گیاهان دریایی می‌رسد کاهش می‌دهد. صخره‌های مرجانی و بسترهای صدفی زیر این رسوبات دفن می‌شوند و جاندارانی که از نظر غذایی به این گونه‌ها وابسته‌اند به دلیل کمبود مواد غذایی در معرض خطر قرار می‌گیرند.
ساخت جزایر مصنوعی موجب از بین رفتن آبسنگ‌های مرجانی نیز می‌شود. این در حالی است که امارات و دوبی بزرگ‌ترین سواحل آبسنگ‌های مرجانی را دارا هستند که بر اثر ساخت جزایر مصنوعی، این آبسنگ‌ها کاملاً از بین رفته‌اند. مرجان‌ها خاصیت فیلتر کردن آب را دارند بنا بر این وقتی چنین ساحل بزرگ مرجانی از بین می‌رود، روند فیلتر کردن آب هم کاهش یافته و به تدریج از بین می‌رود و دوره ماندگاری آلودگی در آب‌های خلیج فارس بالا می‌رود.

## ریسک‌ها و تهدیدات پیش روی پروژه
- غرق شدگی
- وجود امواج به ارتفاع ۲ متر.
- فراوانی طوفان سالانه یا دو بار در سال.
- ضعیف بودن خاک به سبب قرارگیری مستمر در معرض بالا آمدن آب دریا.[۴]
- آلودگی آب.

برای مقابله با امواج و حرکت مداوم دریا، موج شکن‌هایی در اطراف جزیره ساخته شد. ارتفاع آنها ۳ متر و طول کلی آنها ۱۶۰ کیلومتر است. به طول حدود ۱۱٫۵ کیلومتر گسترش یافته‌است، پایه این موج شکن‌ها و خود جزیره به‌طور مداوم در طول فرایند ساخت و ساز با کمک غواصان در اعماق دریا نظارت می‌شد. غواصان هم ترازی و قرارگیری سنگ‌ها را در زیر سطح بررسی کردند تا از پایداری آنها اطمینان حاصل کنند. شکل جزیره با استفاده از سیستم موقعیت‌یابی جهانی بررسی شد.
شن و ماسه بالای جزیره با تکنیکی به نام Rain-bowing پاشیده شد. کل جزیره طوری برنامه‌ریزی شده بود که آب راکد بین جزیره و موج شکن‌ها وجود نداشته باشد. برای دستیابی به این هدف، تغییرات ساختاری کوچکی در موج شکن‌های اطراف جزیره انجام شد و به آب دریا اجازه داد که از میان شکن‌ها حرکت کند بدون اینکه آسیبی به جزیره وارد شود. برای جلوگیری از فرسایش شن و ماسه از جزیره، سیستم‌های نگهداری مواد را در امتداد ساحل جزیره و همچنین در امتداد ساحل دبی اسپری می‌کنند.
اکولوژی ساحلی با کمک خود طبیعت بازیابی شد. این تغییرات باعث جذب گونه‌های جدیدتر ماهی و همچنین صخره‌ها شد. هر ۶ هفته یکبار غواصان به زیر آب می‌روند تا حیات دریایی را به عنوان بخشی از فرایند نظارت خود بررسی کنند. همچنین اقدامات احتیاطی برای جلوگیری از روان شدن شن و ماسه در جزیره (زیر سطح بالایی) انجام شد. روانگرایی در اثر حرکت سنگ‌ها، شن و ماسه و فرسایش زیر آب قبل و بعد از ساخت و ساز ایجاد می‌شود. برای جلوگیری از فرایند مایع سازی از تکنیک تراکم لرزشی استفاده شد. این به منظور حفظ پایگاه جزیره و ایجاد یک پایه قوی برای ساخت و ساز بیشتر انجام شد.

## نگارخانه

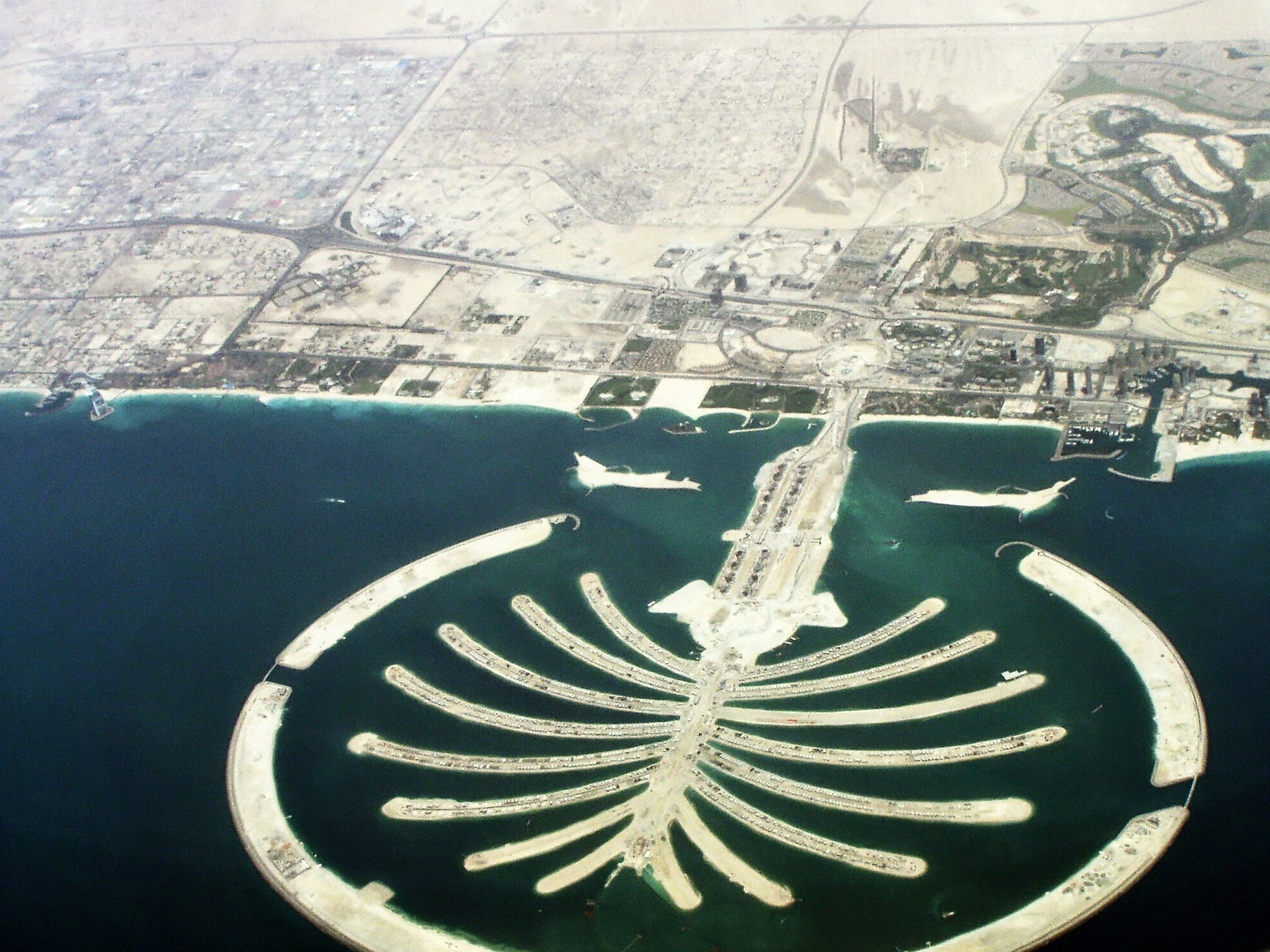
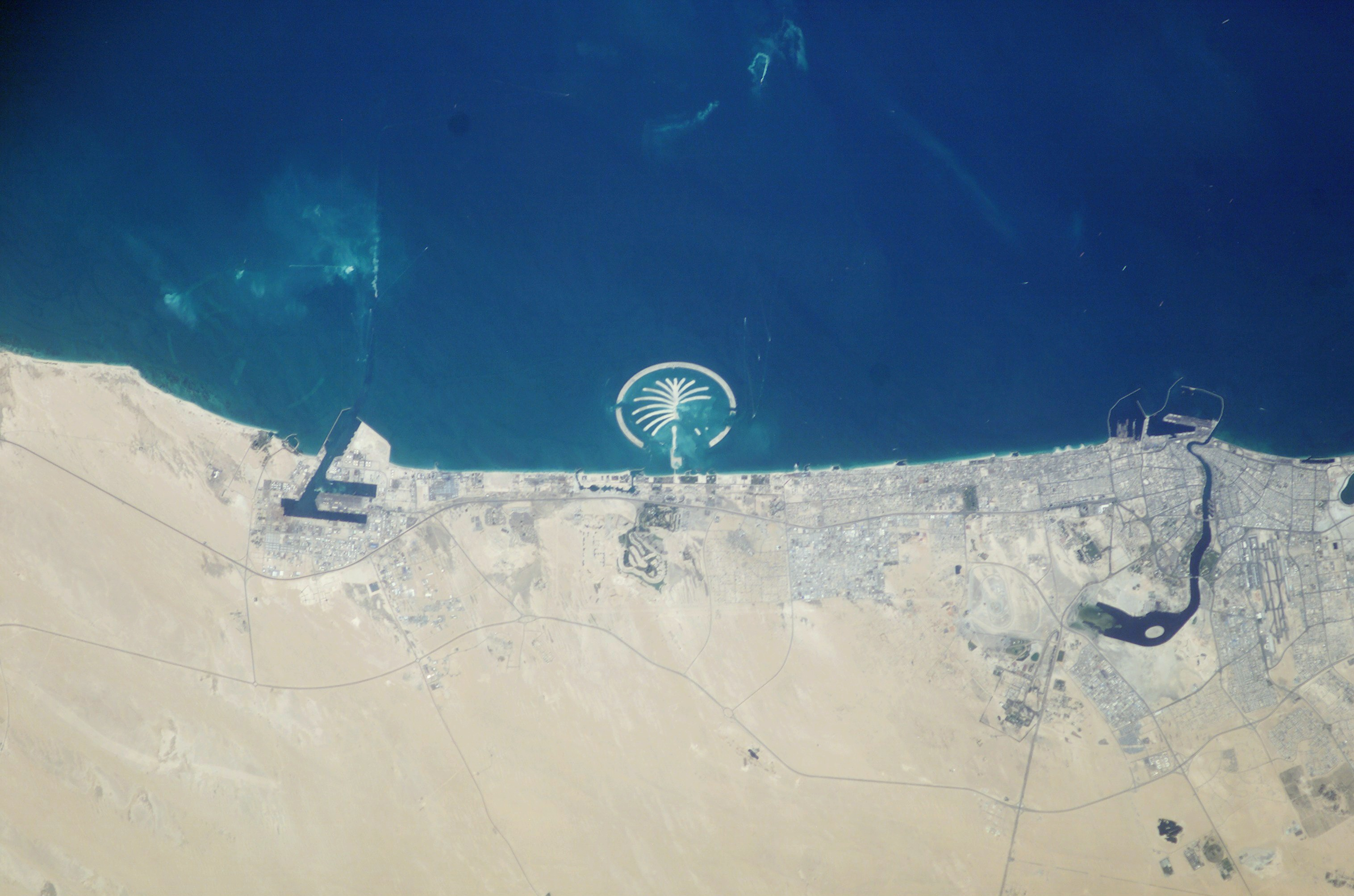
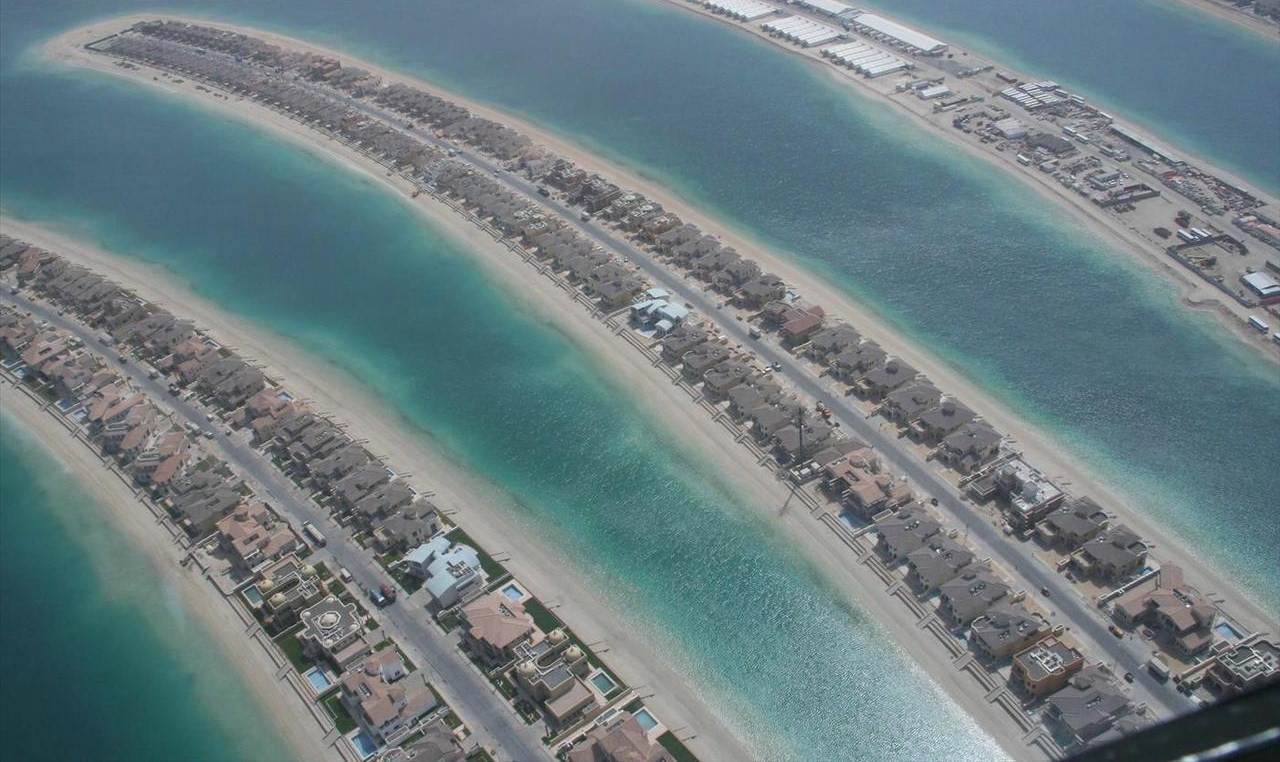
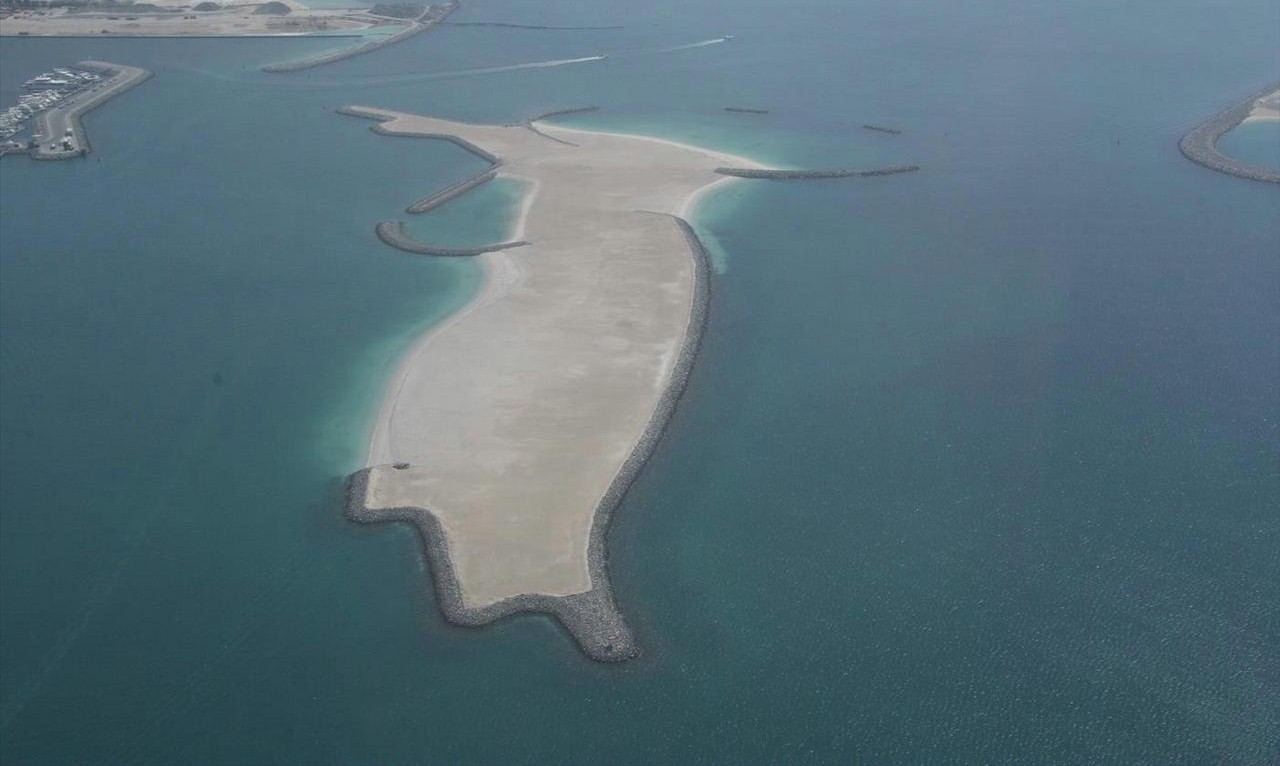
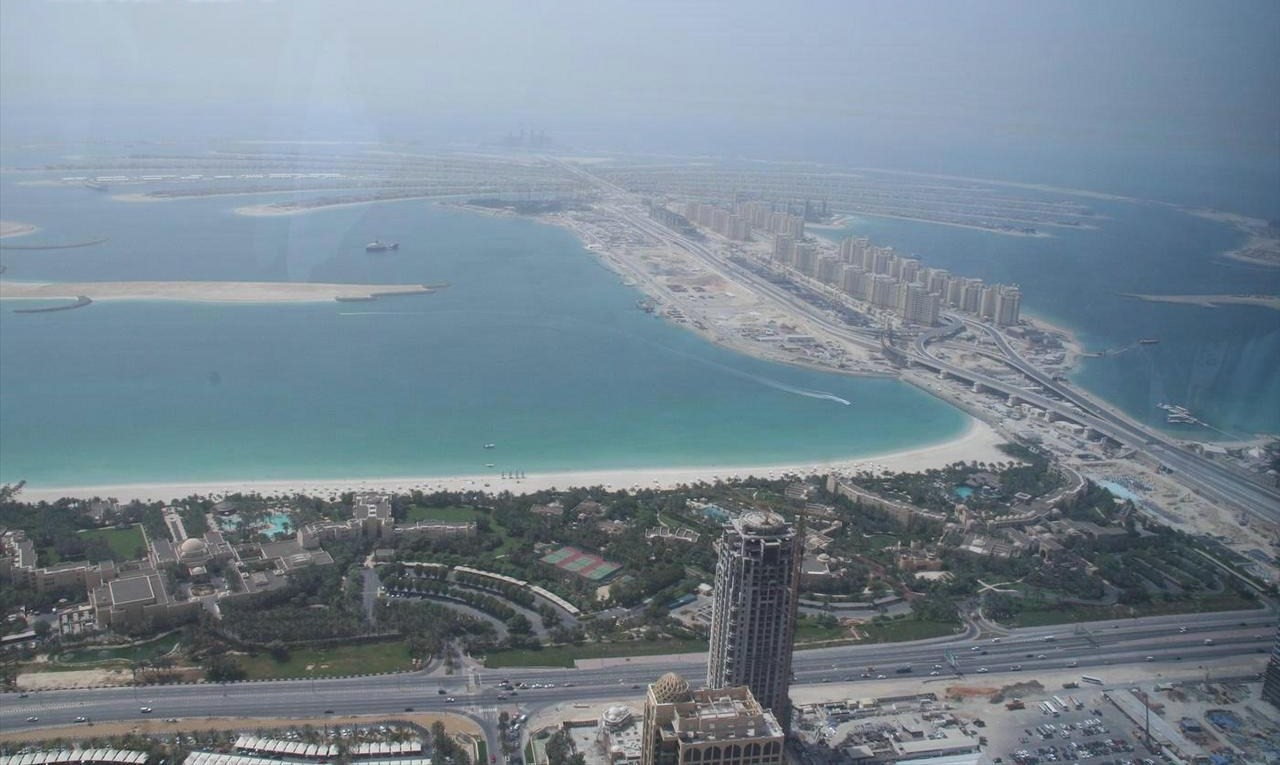
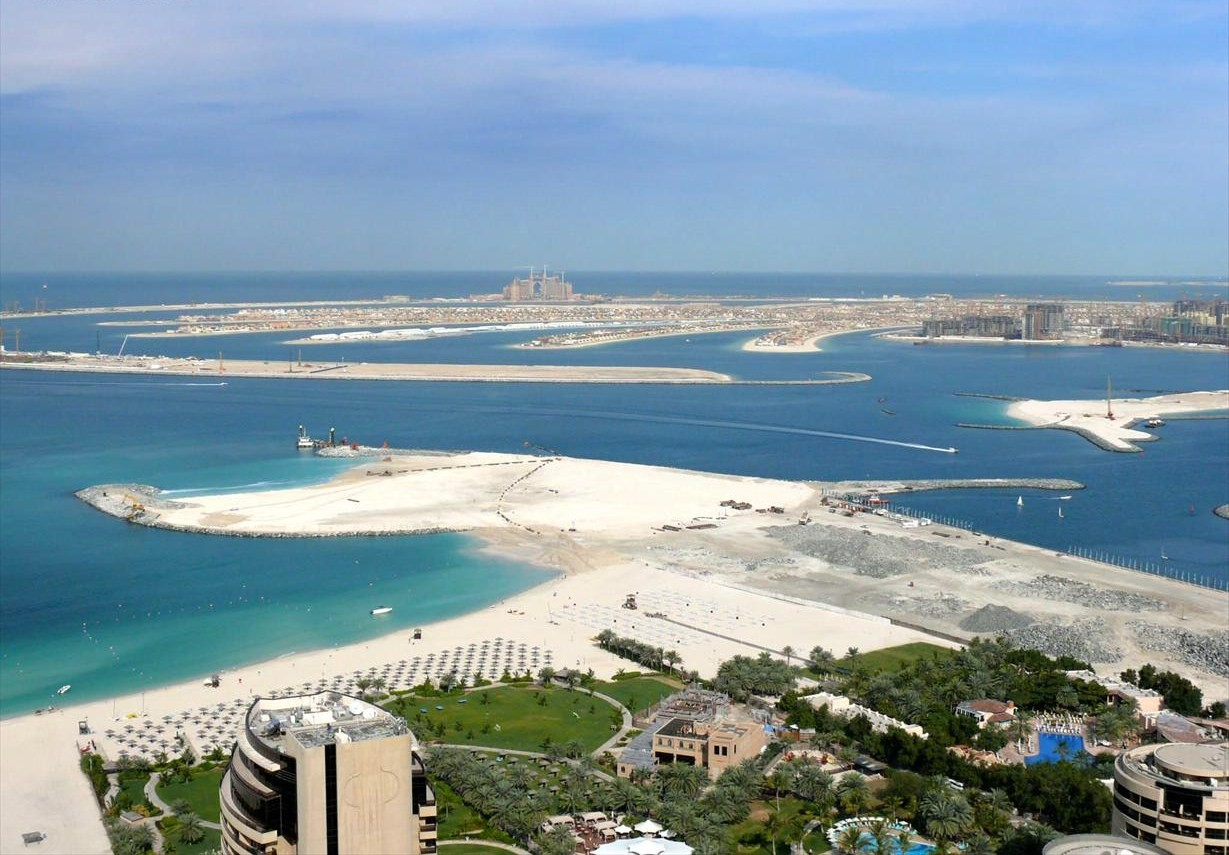
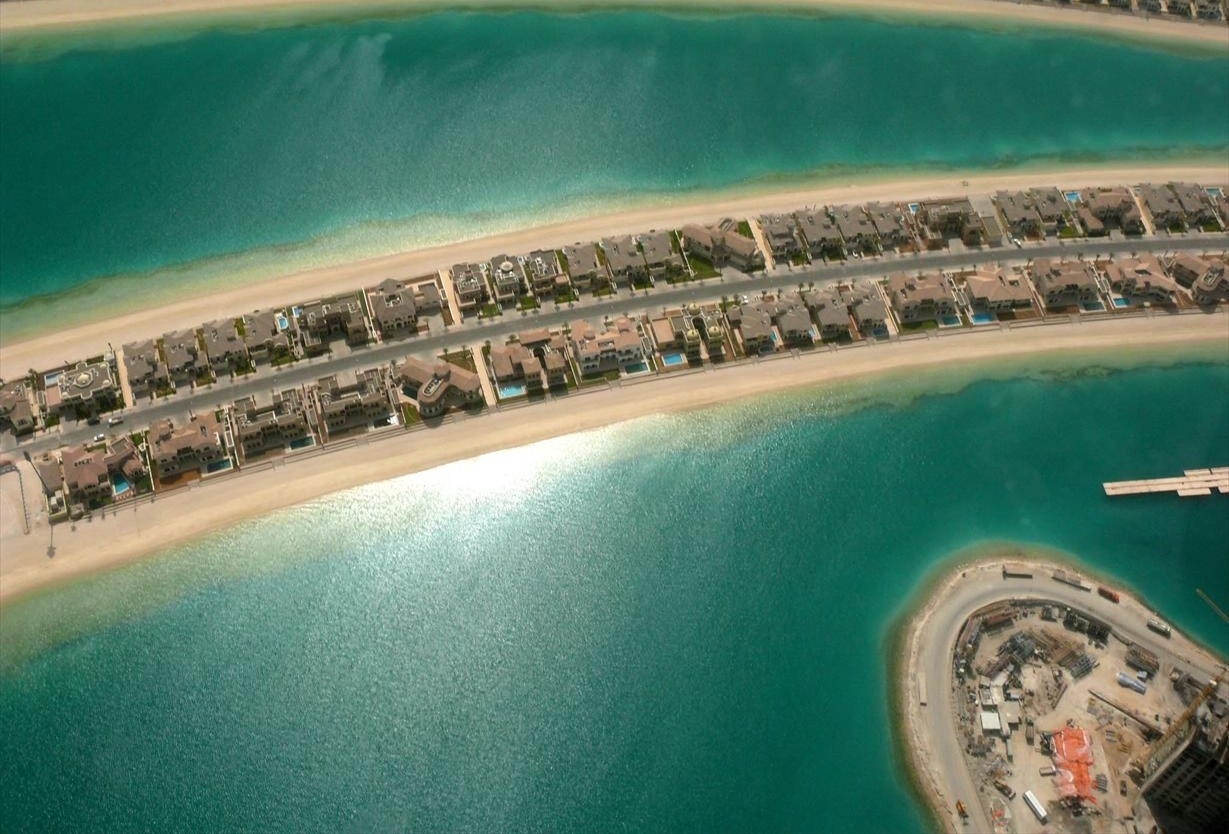